# 中國南極泰山站
中国南极泰山站，是中国在南极建立的第四个科学考察站，于2013年12月26日开始建造，2014年2月8日上午11时正式竣工并开站运行。泰山站为一座南极内陆考察的度夏站，位于中山站与昆仑站之间的伊丽莎白公主地，距离中山站520公里，海拔高度约2,621米。站房主建筑面积410平方米，辅助建筑面积590平方米，可容纳20人进行冰川学、极区空间物理学等相关的科学考察及生活。
2014年2月8日，泰山站正式建成开站。建成后的泰山站作为昆仑站的中继站，为其提供后勤保障支撑；同时也作为格罗夫山地区的科学考察基地使用。